# Phổ Hiền

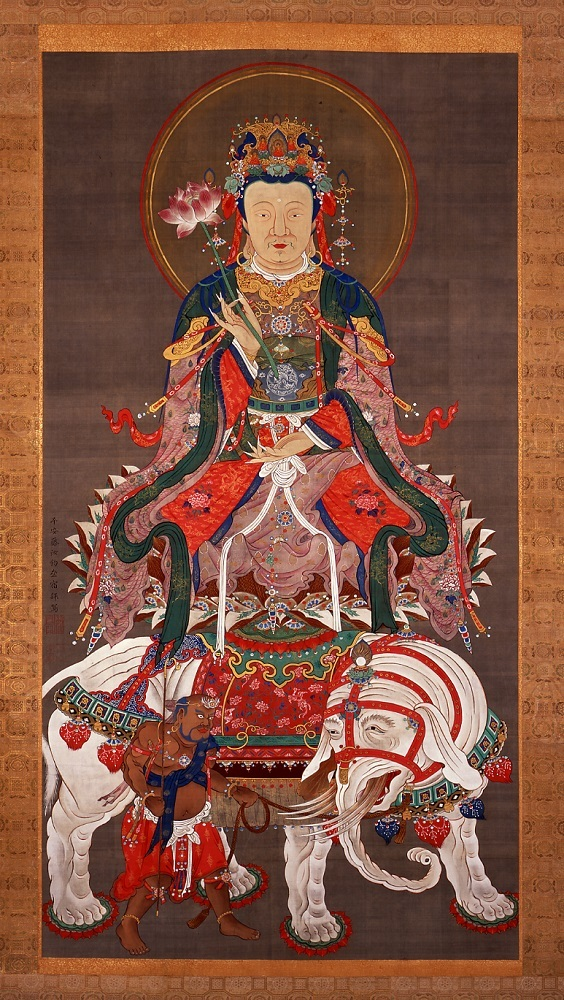
Phổ Hiền Fugen, jap. Darstellung aus dem Shokoku-ji in Kyoto (Edo-Periode)

Phổ Hiền Bồ tát (dịch âm là Tam mạn đà bạt đà la, hoặc Tam mạn đà bạt đà, zh. pǔxián 普賢, sa. samantabhadra, ja. fugen, bo. kun tu bzang po ཀུན་ཏུ་བཟང་པོ་). Phổ là biến khắp, Hiền là Đẳng giác Bồ tát, Phổ Hiền là vị Bồ tát Đẳng giác có năng lực hiện thân khắp mười phương pháp giới, tùy mong cầu của chúng sanh mà hiện thân hóa độ. 
Ngài là một trong những vị Bồ Tát quan trọng trong Phật giáo Đại thừa. Theo kinh Pháp Hoa, Ngài là vị Bồ tát ở quốc độ của Phật Bảo Oai Đức Thượng Vương, phía Đông cõi Ta Bà, nghe thế giới này thuyết kinh Pháp Hoa liền lãnh đạo năm trăm vị Đại Bồ tát đến nghe pháp và phát tâm hộ trì Chánh pháp của Đức Phật.
Phổ Hiền được xem là người hộ vệ của những ai tuyên giảng đạo pháp và đại diện cho "Bình đẳng tính trí" tức là trí huệ thấu hiểu cái nhất thể của sự đồng nhất và khác biệt. Bồ Tát Phổ Hiền hay được thờ chung với Phật Thích-ca và Bồ Tát Văn-thù-sư-lợi (tiếng Phạn: मञ्जुश्री, đã Latinh hoá: Mañjuśrī ). Bồ Tát cưỡi voi trắng sáu ngà, voi trắng tượng trưng cho trí huệ vượt chướng ngại, sáu ngà cho sự chiến thắng sáu giác quan. Trong hệ thống Ngũ Phật, Phổ Hiền được xem ở trong nhóm của Phật Đại Nhật (sa. vairocana). Biểu tượng của Phổ Hiền là ngọc như ý, hoa sen, có khi là trang sách ghi thần chú của Bồ Tát. Tại Trung Quốc, Phổ Hiền được xem là một trong bốn Đại Bồ Tát, trú xứ của Phổ Hiền là núi Nga Mi, nơi Bồ Tát lưu trú sau khi cưỡi voi trắng sáu răng (sáu răng ngụ ý sáu độ, sáu phương pháp tu hành để đạt tới cõi Niết bàn; bốn chân biểu thị bốn điều như ý, bốn loại thiền định) từ Ấn Độ sang Trung Quốc (xem thêm Tứ đại danh sơn).

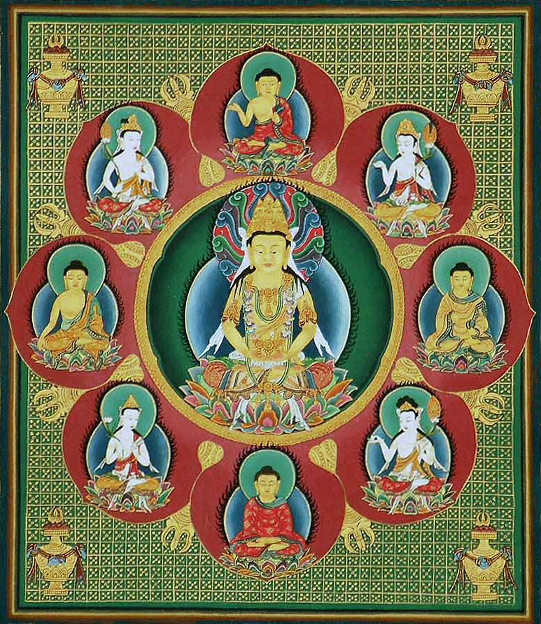
Trang Phổ Hiền ở Mạn Đà La
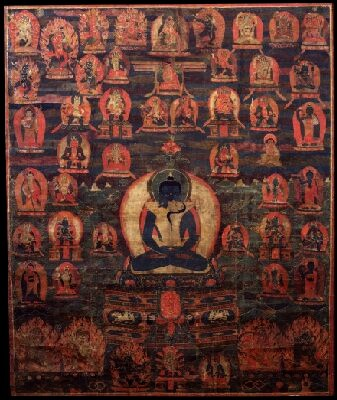
Samantabhadra und Samantabhadri (Tây Tạng, 17. Jh.)

Trong Kim cương thừa, tên Phổ Hiền được sử dụng chỉ Phật Bản Sơ (sa. ādi-buddha), hiện thân của Pháp thân (sa. dharmakāya, xem Tam thân). Phổ Hiền này (không phải vị Đại Bồ Tát) được vẽ với màu xanh đậm, tượng trung cho tính Không. Tranh tượng cũng vẽ Phổ Hiền hợp nhất với nữ thần sắc trắng, tượng trưng cho sự nhất thể. Trong phép Đại thủ ấn (sa. mahāmudrā), thân của Phổ Hiền là Báo thân (sa. saṃbhogakāya) và đóng một vai trò trung tâm.

## Tên Phổ Hiền ở các nước
- Tiếng Hoa: Puxian
- Tiếng Hàn: Pohyon
- Tiếng Nhật: Fugen Emmei Bosatsu
- tiếng Tạng: Kun-Tubzang-po
- Tiếng Anh: Boddhisattva of Universal Knowledge/Bounty is Omnipresent
- Tiếng Thái: พระสมันตภัทรโพธิสัตว์ - đọc như tiếng Việt là: Pra-Sả-Măn-Taphach- phô-thi-sạch.

## Thân trạng
Samntabhadra biểu thị từ tâm và Phật pháp. Ngài thường sánh đôi với Văn Thù Sư lợi và cả hai được coi là những cao đồ của Thích Ca Mâu Ni, có lẽ từng là đệ tử thực sự của vị Phật lịch sử. Ngài là vị đầu tiên trong Ngũ Thiền Bồ Tát, tương ứng với Ngũ Thiền Phật của Bắc Tông. Ngài ngụ hướng Đông, ở Tây Tạng, có thời người ta thờ ngài như là Nhiên Đăng Cổ Phật (Adi Buddha), nhưng hiện nay chỉ còn những tín đồ của tông Ninh Mã (Nyingma) giữ tín điều đó
Một vài phái Mật Tông ở vùng Hy Mã Lạp Sơn cho rằng chính vị bồ tát này chứ không phải Đại Nhật Phật là đấng sáng tạo ra Mật Tông Phật giáo, trong đó tín đồ tìm cách hội thông và hợp nhất với thần linh. Ở Trung Quốc Phổ Hiền hầu như luôn luôn được thờ phụng chung với Thích Ca và Văn Thù. Tại Nhật Bản và nhiều vùng khác ngài cũng được thờ phượng qua hình tướng mật nhiệm Fugen Emmei Bosatsu (Phổ Hiền mệnh Bồ Tát).

## Biểu thị và Tùy khí
Phổ Hiền thường xuất hiện trong bộ ba cùng với Thích Ca và Văn Thù Sư Lợi gọi là Thích Ca Tam Tôn. Ngài đứng bên phải, còn Văn Thù đứng bên trái và có khi họ được vây quanh bởi mười sáu thiên thần bảo vệ cho kinh Bát Nhã. Ngài thường xuất hiện như một Bồ Tát với vương miện và y trang đầy ắp châu báu như một ông hoàng và nhiều tranh ảnh tượng, ngài cưỡi voi trắng 6 ngà, voi trắng tượng trưng cho chiến thắng 6 giác quan. 
Tùy khí của ngài chính là viên bảo châu mà ngài thường cầm nơi tay trái hoặc tay phải cầm hoa sen, trên đó hoa là viên bảo châu. Trong nhiều biểu thị, một trong hai bàn tay ngài bắt ấn giáo hóa, với ngón cái và ngón trỏ, chạm nhau thành hình tam giác. Trong những hình ảnh khác ngài cầm cuộn kinh hay kim cương chử nơi tay trái, trong tranh tượng ở Nhật Bản, Phổ Hiền Dương Mệnh Bồ Tát được trình bày với ba mươi hai tay ngồi trên voi trắng bốn đầu hoặc trên bốn voi trắng.
Trong hội hoa Phật giáo Mật tông ngài được thể hiện bằng màu xanh lục hay màu vàng. Trong những ảnh tượng của tông Nyingma Tây Tạng, Phổ Hiền trong tư thế Yab-Yum ở trung tâm của mạn đà la Shi-tro, mạn đà la của Thái Hòa. Tuy nhiên có khi vị Bồ Tát này cũng được biểu thị trong hình tướng phẫn nộ được gọi là Chemchok Heruka. Trong hình tướng này, ngài là vị thần có cánh với thân hình màu nâu đỏ sẫm có ba mặt, sáu tay và bốn chân, thường được miêu tả trong tư thế ôm gùi lấy người phối ngẫu màu đỏ tươi.

## Phổ Hiền Vương Hạnh Nguyện
Căn bản tu tập của Phật giáo Đại thừa, Kim Cương thừa là Nhị Tư Lương (Phúc - Trí, Phương Tiện - Trí Tuệ, Bồ Đề tâm - Trí Tuệ). Nếu Văn Thù đại diện cho Trí Tuệ thì Phổ Hiền đại diện cho Phương Tiện, hạnh nguyện lớn lao vĩ đại. Mười đại nguyện của Ngài gồm có:
1. Kính lễ Chư Phật.
2. Xưng Tán Như Lai.
3. Quảng Tu Cúng Dường.
4. Sám Hối Nghiệp Chướng.
5. Tùy Hỷ Công Đức.
6. Thỉnh Chuyển Pháp Luân.
7. Thỉnh Phật Trụ Thế.
8. Thường Tùy Phật Học.
9. Hằng Thuận Chúng Sinh.
10. Phổ Giai Hồi Hướng.

## Trong văn học
Trong tác phẩm Tây Du Ký, hình tượng Phổ Hiền bồ tát chỉ xuất hiện một vài hồi. Trong hồi 24: Tứ thánh thử lòng thiền, Phổ Hiền đã hóa phép vai một trong ba giai nhân thử lòng thầy trò Đường Tam Tạng.
Trong Phong thần diễn nghĩa, hình tượng Phổ Hiền chân nhân là một trong Thập nhị đại tiên Xiển giáo, học trò của Nguyên Thủy Thiên Tôn. Ngài cư ngụ tại động Bạch Hạc, núi Cửu Cung, đệ tử là Mộc Tra, mang bảo bối là dây Trường Hồng.